# Stazione meteorologica di Pisa Facoltà di Agraria
La stazione meteorologica di Pisa - Facoltà di agraria è la stazione meteorologica di riferimento per il Servizio Idrologico Regionale della Toscana relativa alla città di Pisa.

## Storia
La stazione meteorologica iniziò le osservazioni nel 1867 presso la scuola superiore di agraria, attualmente sede del Dipartimento di scienze agrarie, alimentari e agro-ambientali della Facoltà di agraria dell'Università degli Studi di Pisa.
Con l'istituzione del Regio ufficio centrale di meteorologia, la stazione meteorologica ha fornito i dati al suddetto ente che poi li ha pubblicati nei bollettini giornalieri e negli annali.
Nel corso del Novecento i dati registrati dalla stazione meteorologica furono pubblicati fino al 1996 negli annali idrologici del Compartimento di Pisa per il Ministero dei lavori pubblici.
Con la regionalizzazione del Servizio idrografico nazionale, dal 1998 la stazione è entrata a far parte della rete del  Servizio idrologico regionale della Toscana che nel 2001 ha provveduto all'installazione di una nuova stazione meteorologica automatica che fornisce i dati in tempo reale.

## Dati climatologici 1961-1990
In base alla media trentennale 1961-1990 calcolata dall'ENEA sulla base delle osservazioni meteorologiche effettuate nel medesimo trentennio, la temperatura media del mese più freddo, gennaio, si attesta a +7,1 °C; quella del mese più caldo, luglio, è di +23,3 °C. Le precipitazioni medie annue si attestano a 823 mm, distribuite mediamente in 82 giorni di pioggia, con un picco autunnale, massimi secondari in inverno e in primavera e minimo relativo in estate. L'eliofania assoluta media annua si attesta a 5,4 ore giornaliere, con massimo di 8,5 ore medie giornaliere in luglio e minimo di 3,1 ore medie giornaliere in dicembre.
| Pisa - Facoltà di Agraria (1961-1990) | Mesi | Mesi | Mesi | Mesi | Mesi | Mesi | Mesi | Mesi | Mesi | Mesi | Mesi | Mesi | Stagioni | Stagioni | Stagioni | Stagioni | Anno |
| Pisa - Facoltà di Agraria (1961-1990) | Gen  | Feb  | Mar  | Apr  | Mag  | Giu  | Lug  | Ago  | Set  | Ott  | Nov  | Dic  | Inv      | Pri      | Est      | Aut      | Anno |
| ------------------------------------- | ---- | ---- | ---- | ---- | ---- | ---- | ---- | ---- | ---- | ---- | ---- | ---- | -------- | -------- | -------- | -------- | ---- |
| T. max. media (°C)                    | 11,2 | 12,7 | 14,9 | 18,3 | 22,2 | 26,1 | 29,3 | 28,9 | 25,9 | 21,2 | 15,9 | 12,1 | 12,0     | 18,5     | 28,1     | 21,0     | 19,9 |
| T. min. media (°C)                    | 2,9  | 3,5  | 5,4  | 8,3  | 11,7 | 15,3 | 17,4 | 17,5 | 14,7 | 10,6 | 6,6  | 3,5  | 3,3      | 8,5      | 16,7     | 10,6     | 9,8  |
| Precipitazioni (mm)                   | 74   | 64   | 77   | 61   | 59   | 34   | 16   | 60   | 83   | 107  | 106  | 82   | 220      | 197      | 110      | 296      | 823  |
| Giorni di pioggia                     | 9    | 8    | 9    | 7    | 7    | 4    | 2    | 4    | 6    | 7    | 10   | 9    | 26       | 23       | 10       | 23       | 82   |
| Eliofania assoluta (ore al giorno)    | 3,2  | 4,0  | 4,8  | 5,5  | 6,6  | 7,3  | 8,5  | 7,9  | 6,3  | 4,8  | 3,3  | 3,1  | 3,4      | 5,6      | 7,9      | 4,8      | 5,4  |

## Temperature estreme mensili dal 1879 ad oggi
Di seguito sono riportati i valori estremi mensili delle temperature massime e minime registrate dal 1879 in poi.
In base alle suddette rilevazioni, la temperatura massima assoluta è stata registrata 19 e 20 agosto 1943 e il 22 agosto 2011 con +39,5 °C, mentre la temperatura minima assoluta di -12,8 °C è datata 11 gennaio 1985.
| Pisa - Facoltà di Agraria (1879-2023) | Mesi         | Mesi         | Mesi              | Mesi        | Mesi        | Mesi        | Mesi        | Mesi              | Mesi        | Mesi        | Mesi        | Mesi        | Stagioni | Stagioni | Stagioni | Stagioni | Anno  |
| Pisa - Facoltà di Agraria (1879-2023) | Gen          | Feb          | Mar               | Apr         | Mag         | Giu         | Lug         | Ago               | Set         | Ott         | Nov         | Dic         | Inv      | Pri      | Est      | Aut      | Anno  |
| ------------------------------------- | ------------ | ------------ | ----------------- | ----------- | ----------- | ----------- | ----------- | ----------------- | ----------- | ----------- | ----------- | ----------- | -------- | -------- | -------- | -------- | ----- |
| T. max. assoluta (°C)                 | 19,5 (1997)  | 24,5 (1943)  | 25,5 (1991, 1999) | 29,3 (1944) | 35,6 (2022) | 38,6 (2025) | 38,3 (2022) | 39,5 (1943, 2011) | 36,2 (1929) | 31,6 (1942) | 26,0 (1999) | 20,9 (2023) | 24,5     | 35,6     | 39,5     | 36,2     | 39,5  |
| T. min. assoluta (°C)                 | −12,8 (1985) | −10,7 (1929) | −8,4 (1949)       | −2,0 (1956) | 1,4 (1962)  | 6,5 (1984)  | 9,2 (1883)  | 8,0 (1888)        | 1,5 (1889)  | −0,5 (1941) | −5,5 (1955) | −8,0 (1879) | −12,8    | −8,4     | 6,5      | −5,5     | −12,8 |